# Грабувка (Белостокский повет)
Грабу́вка (пол. Grabówka) — деревня в Белостокском повете Подляского воеводства Польши. Входит в состав гмины Супрасль. По данным переписи 2011 года, в деревне проживало 3102 человека.

## География
Деревня расположена на северо-востоке Польши, на расстоянии приблизительно 8 километров (по прямой) к востоку от города Белостока, административного центра повета. Абсолютная высота — 161 метр над уровнем моря. Через деревню проходит автомагистраль 65.

## История
Согласно «Указателю населенным местностям Гродненской губернии, с относящимися к ним необходимыми сведениями», в 1905 году в деревне Грабовка проживал 181 человек. В административном отношении деревня входила в состав Дойлидской волости Белостокского уезда (2-го стана).

Согласно переписи 1921 года, в деревне проживало 96 человек в 16 домах. Большинство жителей были православными (57 человек), остальные — католики.
В период с 1975 по 1998 годы деревня являлась частью Белостокского воеводства.